# Infulathrix siam
Infulathrix siam – gatunek dwuparca z rzędu Chordeumatida i rodziny Heterochordeumatidae, jedyny z monotypowego rodzaju Infulathrix.
Gatunek i rodzaj opisane zostały w 2000 roku przez Williama Sheara na podstawie okazów odłowionych w 1988 roku.
Dorosłe osobniki osiągają około 10 mm długości ciała i mają tułów zbudowany z 30 pierścieni w przypadku samców i 32 pierścieni u samic. Ubarwienie mają jasnobrązowe, z wyjątkiem collum ciemnofioletowobrązowo nakrapiane. Na głowie znajduje się ośmioro oczu prostych. Pierścienie tułowia wyposażone są paranota o kwadratowych bokach, oddzielone głębokimi wcięciami. Trzecia para odnóży ma powiększone uda, a jedenasta niezmodyfikowane, pozbawione gruczołów biodra. Silnie zmodyfikowana jest natomiast para dziesiąta: biodra są zlane ze sobą i ze sternum, wyposażone w skierowane skośnie ku tyłowi wyrostki i duże, otwierające się na walwopodobnych strukturach gruczoły biodrowe. U samców przednie gonopody są zlane ze sternum i w pozycji spoczynkowej nie obejmują boków koksytów tylnych gonopodów, ale nakrywają je, sięgając 10 pary odnóży. Tylna para gonopodów ma nabrzmiałe od tkanki gruczołowej koksyty, a najbardziej z tyłu położone gałęzie telopoditów zakrzywione.
Wij znany tylko z tajlandzkiej wyspy Phuket, gdzie znajdowany był w przestworach butwiejącego drewna w lesie monsunowym.